# 彩条信号
彩条信号（Color bars）是电视检验图的一种，用于电视信号测试。

## 概况
常见的彩条信号检验图有欧洲广播联盟（EBU）测色板以及美国电影电视工程师协会（SMPTE）检验图。实际播出时，还可能会有正弦波背景音（440Hz或1000Hz）或音乐，有的还会附加时钟、台标或其它文字。

### EBU
EBU检验图从左至右依次为白色、黄色、靛色、绿色、紫色、红色、蓝色和黑色八种颜色的长方形彩带，波形信号包含色彩、亮度和同步三部分。这种八色检验图在黑白电视机中，就会呈现由亮至暗的样子。

### SMPTE
SMPTE检验图通常用于NTSC制式的电视台。与EBU检验图不同的是，上部2/3部分从左至右则依次为灰色（“75%白色”）、黄色、靛色、绿色、紫色、红色和蓝色七种颜色的长方形彩带；除此之外，SMPTE还多出了中间1/12和下方1/4的彩条。上部和中间彩条用于色度和相位校正；下部中间偏右1/7彩条用于亮度校正，中左侧白色色块用于对比度校正。

EBU检验图（4:3）。
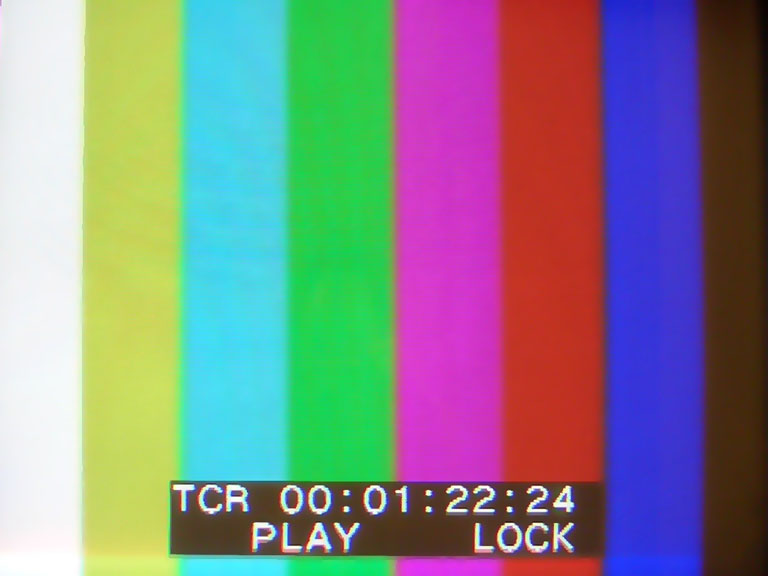
EBU检验图（4:3，有时间码）。
EBU检验图（16:9）。
SMPTE检验图。
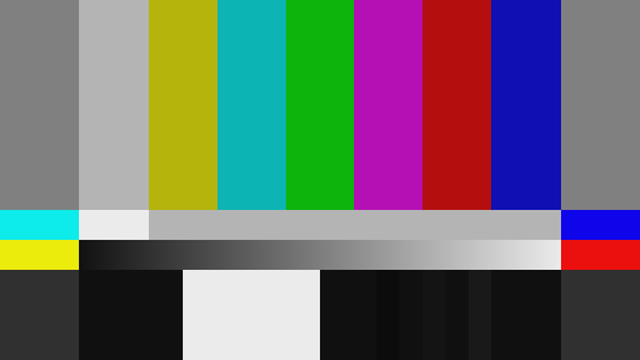
ARIB（日本电波产业会）检验图。依電視台而定，这种检验图在实际播出时可能会如走马灯般不停向左下方滚动。